# Colby O’Donis
Colby O’Donis Colón (ur. 14 marca 1989 w Nowym Jorku) – amerykański piosenkarz portorykańskiego pochodzenia.

## Życiorys
W wieku 3 lat zwyciężył w konkursie dla młodych talentów, wykonując piosenkę Michaela Jacksona. Jako dziecko w wolnych chwilach dla zabawy śpiewał w sklepie ojca. Gdy miał 9 lat wraz z rodzicami przeprowadził się do Altamonte Springs na Florydzie, gdzie nawiązał współpracę z producentem i kompozytorem Full Force. W wieku 10 lat został najmłodszym artystą, jaki kiedykolwiek nagrywał dla Motown Records, dla której zarejestrował piosenkę Mouse in the House wykorzystaną w filmie Stuart Malutki.
Jako 11-latek zaczął regularnie występować w serialu telewizyjnym „Grandpa’s Garage”. Jego kariera nabrała tempa, gdy usłyszał go Akon, który od razu zarezerwował 17-letniemu wówczas chłopakowi miejsce w swojej wytwórni Konvict Muzik. Pierwszy singiel O’Donisa zatytułowany What you got, nagrany wspólnie z Akonem, ukazał się w 2008, gościnnie zaśpiewał także w piosence Lady Gagi Just Dance, za którą otrzymał nagrodę Grammy w kategorii Best Dance Recording.
24 czerwca 2008 pojawił się jego drugi singiel Don't turn back, który był zapowiedzią jego debiutanckiej płyty Colby O. O’Donis zaśpiewał także gościnnie na płycie Akona Freedom. Obecnie jest związany z wytwórnią płytową Konvict Muzik.